# Franco Rizzotti
Francesco Rizzotti detto "Cecco" (Novara, 2 aprile 1925 – Novara, 8 gennaio 1988) è stato un pugile e militare italiano.

## Biografia
Francesco "Franco" Rizzotti debuttò nel pugilato come dilettante nel gennaio 1943  nella seconda edizione del "Trofeo Bruno Mussolini", il campionato nazionale a squadre di quei tempi. Dilettante fino al 1948 fu convocato alcune volte nella nazionale e nello stesso anno si arruolò nella Legione straniera francese a Sidi Bel Abbes in Algeria. Nel 1949 vinse il titolo nazionale francese delle forze armate nella categoria dei pesi medi.
Congedatosi nel 1951, passò tra i professionisti. Nel 1952 si classificò al 9º posto assoluto nella speciale classifica della Federazione Pugilistica Italiana.  Tentò la scalata al titolo nazionale nel 1953 nella categoria dei pesi welter, ma perse ai punti i due incontri decisivi.
Combatté l'ultimo incontro il 27 aprile 1959.
Morì nel 1988 a Novara.